# Dirk Meier
Dirk Meier (ur. 28 stycznia 1964 w Sprembergu) – niemiecki kolarz torowy i szosowy, wicemistrz olimpijski oraz dwukrotny medalista torowych mistrzostw świata.

## Kariera
Pierwszy sukces w karierze Dirk Meier odniósł w 1983 roku, kiedy zdobył brązowy medal w drużynowym wyścigu na dochodzenie podczas mistrzostw kraju. Trzy lata później, podczas mistrzostw świata w Colorado Springs w tej samej konkurencji wspólnie z Rolandem Hennigiem, Berndem Dittertem i Steffenem Blochwitzem zdobył srebrny medal. Wynik ten powtórzył podczas mistrzostw świata w Wiedniu w 1987 roku (razem z Hennigiem, Blochwitzem i Carstenem Wolfem) oraz na igrzyskach olimpijskich w Seulu w 1988 roku (wraz z Hennigiem, Blochwitzem, Wolfem i Uwe Preißlerem). Meier startował także w wyścigach szosowych, wygrywając między innymi: Tour de Liège w 1987 i 1989 roku oraz Olympia's Tour w 1988 roku. Ponadto zdobywał medale mistrzostw kraju zarówno w kolarstwie torowym jak i szosowym.